# SH-06B
docomo STYLE series SH-06B（ドコモ スタイル シリーズ エスエイチ ゼロ ロク ビー）はシャープによって開発された、NTTドコモの第3世代携帯電話（FOMA）端末で、docomo STYLE seriesの一つである。

## 概要
2009年冬秋モデルのSTYLEシリーズのシャープ製端末で、2008年に発売されたSH706ieの後継機種にあたる。
スペックは2009年冬春モデルのSH-05Bとほぼ共通で、デザインは2008年冬モデルのSH-02Aに近いシンプルなデザインを採用し、厚さ13.9mmのスリムボディながら手にフィットして持ちやすくなっている。
また、ノイズリダクション機能・エンハンス機能・エコーキャンセル機能を組み合わせた「トリプルくっきりトーク」で聞き取り易く、音質を変えずに聞き取り易いスピードに調整する「スロートーク」も搭載している。また、メール、電話帳、メニュー画面などの文字サイズは従来のSH706ieの2倍にあたる48ドットに初期設定されているため、見やすい文字ですぐに使い始めることが可能である。
有効約530万画素CMOSカメラを搭載し、「6軸手ブレ補正」と「動き検出 被写体ブレ補正」で手ブレ・被写体ブレをダブルで抑え、くっきり鮮やかに写真を撮影できる他、よく撮影する人の顔を最大10人まで登録できる個人検出機能を搭載しており、撮影時に顔認証を行い、優先的にピントを合わせてくれる上、撮影後自動で名前情報が保存される為、アルバムで表示させたい名前を選択するとその人が写った写真だけを抽出する「個人アルバム」も搭載している。また、撮影環境や被写体に応じて6つの撮影モードを自動で切り換える「シーン自動認識」、笑顔になった時や振り向いた時に自動でシャッターが切れる「笑顔フォーカスシャッター/振り向きシャッター」、動きのあるシーンなどでシャッターチャンスを逃がしても、シャッターを切る前後のシーンを連写記録し、前後の連続した撮影カットからベストショットを選べる「ベストセレクトフォト」を備える。
また、入力済みのテキストメールを一発でデコメールに変換する「絵文字プラス」や内蔵フォントでメールを画像化する「フォントチェンジ」などを備える「メールアシスト」や名刺リーダー・コラムリーダーも搭載している。また、変換エンジンの「ケータイShoin」も長文入力の変換効率を向上した「ケータイShoin9」にバージョンアップした。

## 機能
| 主な対応サービス                   | 主な対応サービス                                                    | 主な対応サービス                       | 主な対応サービス                                 |
| ---------------------------------- | ------------------------------------------------------------------- | -------------------------------------- | ------------------------------------------------ |
| タッチパネル                       | FOMAハイスピード7.2Mbps                                             | Bluetooth                              | DCMX／おサイフケータイ                           |
| iアプリオンライン／地図アプリ      | 直感ゲーム／メガiアプリ                                             | iウィジェット                          | マチキャラ／iコンシェル                          |
| ホームU／ポケットU                 | GPS／オートGPS／ケータイお探し                                      | デコメール／デコメ絵文字／デコメアニメ | iチャネル                                        |
| 着もじ                             | テレビ電話／キャラ電                                                | ケータイデータお預かりサービス         | フルブラウザ                                     |
| おまかせロック／バイオ認証         | 外部メモリーへiモードコンテンツ移行／ユーザーデータ一括バックアップ | トルカ                                 | iC通信／iCお引越しサービス                       |
| きせかえツール／ダイレクトメニュー | バーコードリーダ／名刺リーダ                                        | 2in1                                   | エリアメール／ソフトウェアーアップデート自動更新 |
| GSM／3Gローミング（WORLD WING）    | 着うたフル／うた・ホーダイ                                          | Music&Videoチャネル／ビデオクリップ    | デジタルオーディオプレーヤー(AAC)(WMA)           |

## プリインストールiアプリ
- 逆転裁判4 for SH
- ネット辞典
- モバイルGoogleマップ
- iアバターメーカー
- iD設定アプリ
- DCMX設定アプリ
- モバイルSuica登録用iアプリ
- Gガイド番組表リモコン
- 地図アプリ
- マクドナルドトクするアプリ
- 楽オク☆アプリ
- iアプリバンキング
- Start! iウィジェット
- SH-MODE INFO
- iWウォッチ
- お天気予報ウィジェット
- 株価アプリ
- モバイルGoogle
- ROIDウィジェット
- FOMA通信環境確認アプリ
- ドコモ料金案内
- モバイルAMCアプリ
- ヨドバシゴールドポイントカード
- ビックポイント機能付ケータイ

## 沿革
- 2010年1月25日 - 電気通信端末機器審査協会（JATE）認定。
- 2010年3月29日 - 開発を発表。
- 2010年4月16日 - 発売開始。